# 阮安 (明朝宦官)
阮安（越南语：／；1381年—1453年），小字阿留（越南语：／），交趾人，明朝時期的一位宦官、建築家、水力學家。他主持首都北京内城城池的最后建设，并且主持重建了三殿（奉天、华盖、谨身）。

## 生平
阮安是交趾人，1381年出生於大越陳朝的河東（今屬河內市）。1400年，胡季犛篡奪了陳朝的皇位，建立胡朝。1407年，明朝以胡氏篡位為由，派遣張輔入侵並吞併了越南。張輔閹割了一些貌美的越南少年送往明朝的首都燕京，阮安也包括在內。明成祖很喜歡這些安南人，命人教他們讀書。
1436年，明英宗命令阮安對北京城進行完善，修建京城內城的九門。1437年至1439年期間，阮安先後負責建立了西直門、平則門（阜成門）、東直門、朝陽門、德勝門、正陽門等九門。此後，在1445年，阮安有奉命重建紫禁城中的一些大殿，並加固了北京的城牆。
永乐年间，奉天、华盖、谨身三殿遭火灾，当时仅稍加修葺。英宗于正统五年（1440）三月初六日，命太监阮安同都督沈清会同工部尚书吴中等重建三殿。
除了建造北京城以外，阮安也對一些河道進行疏通。在1438年、1452年和1453年，阮安曾先後三次分別對通濟河和張秋河進行疏通，並築堤壩以防水災。1453年，阮安在前往治理張秋河的途中病逝。
阮安生前因建造了許多工程而得到大量賞賜，但他並不貪財，將所有賞賜都上繳國庫。根據《明史》的記載，阮安生活清貧，死後「幣無十金」。

### 脚注
1. ↑  叶盛《水东日记》卷11

### 书目
- 《明史·宦者傳·阮安》

## 外部連結
- 为北京城作出贡献的明朝太监阮安[永久]
- 明朝宦官阮安